# كاثرين كارل
كاثرين كارل (بالإنجليزية: Katharine Carl)‏ هي رسامة أمريكية، ولدت في 1865 في نيو أورلينز في الولايات المتحدة، وتوفيت في 1938 في نيويورك في الولايات المتحدة.

## معرض صور

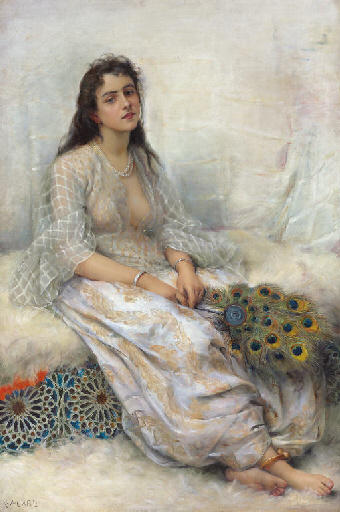
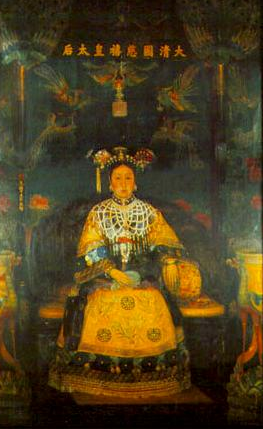
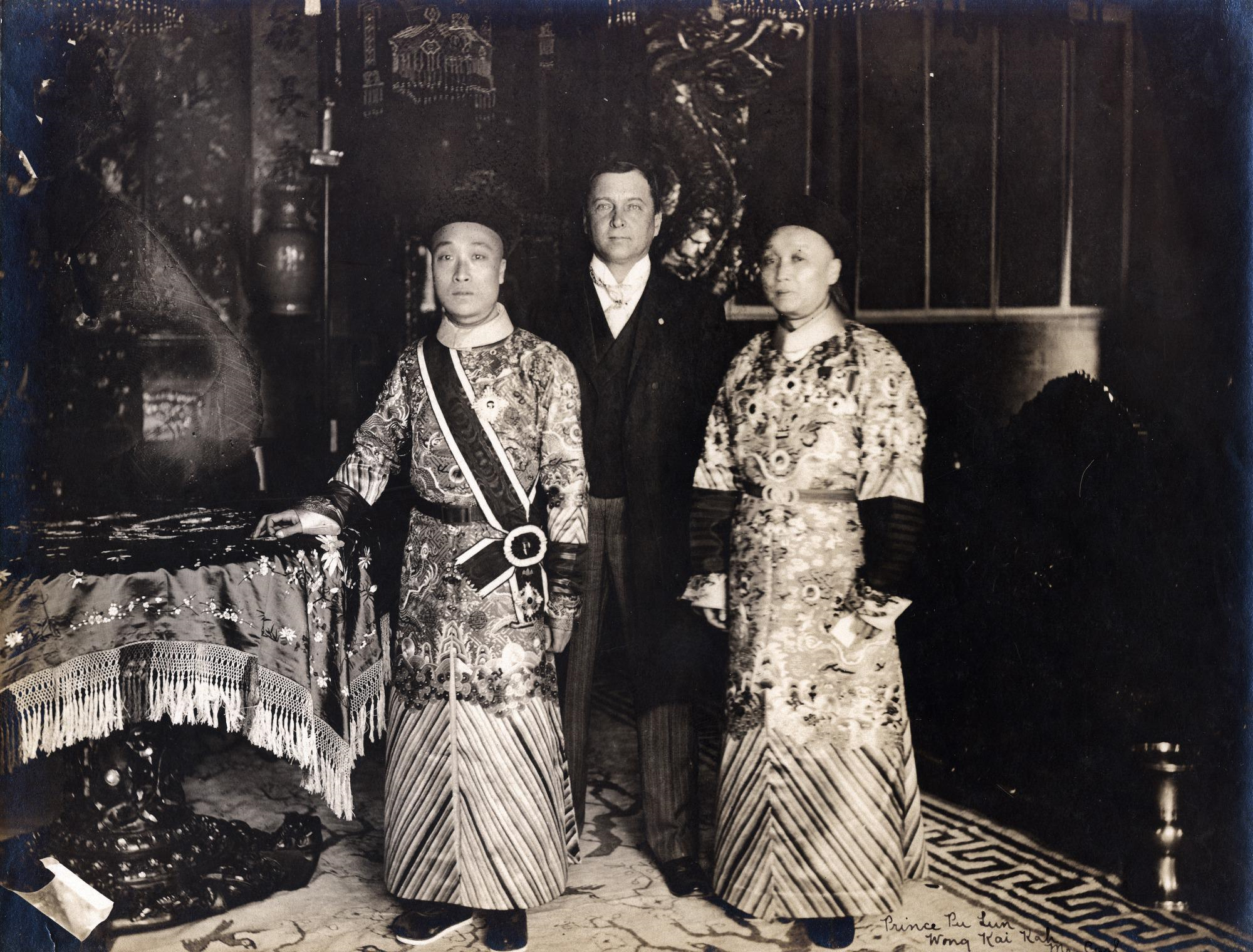
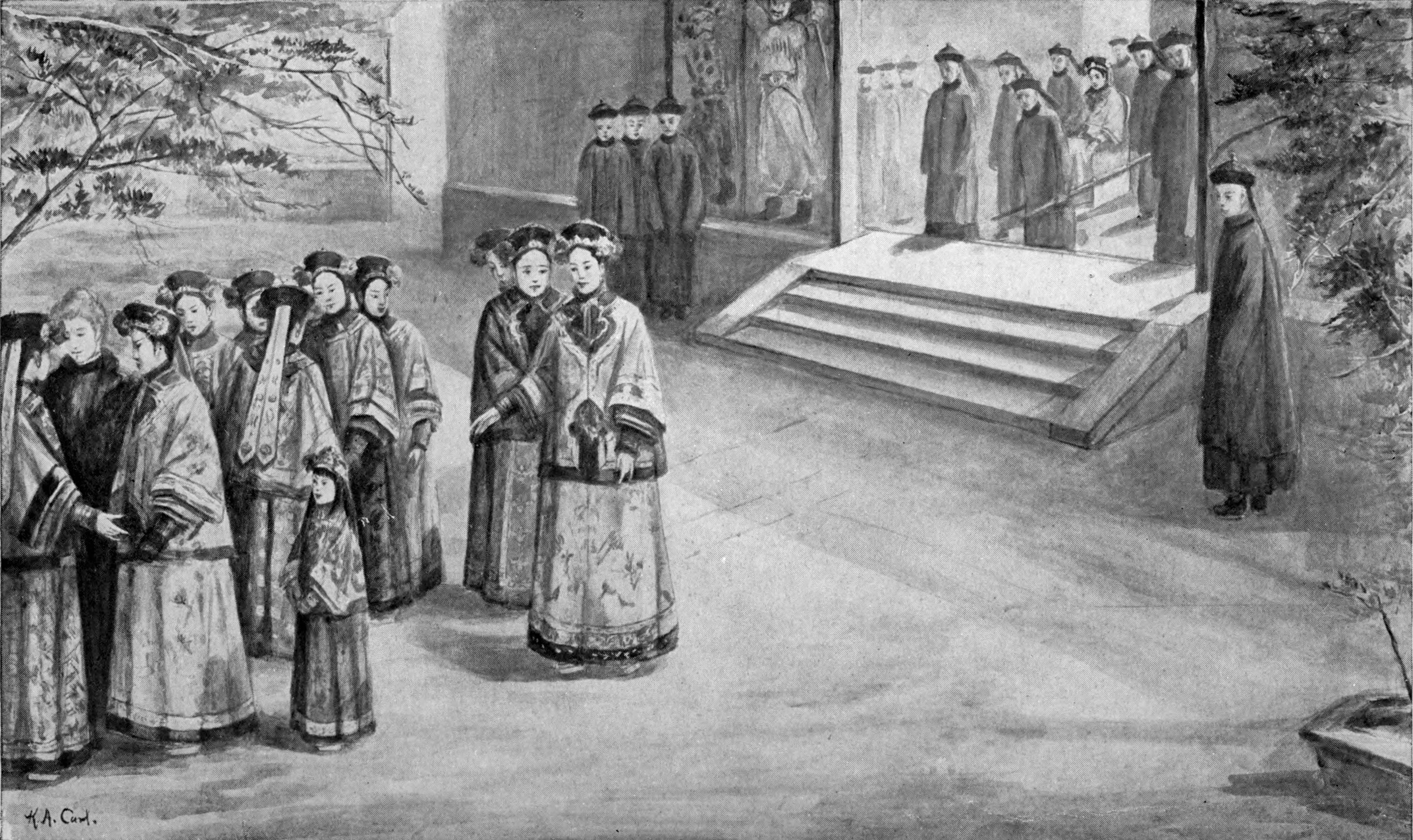